# Quique Azcón
Enrique Azcón Vita, més conegut com a Quique Azcón, (Badalona, 14 de maig de 1964) és un exjugador de basquetbol català que jugava de base. Mesurava 1,67 metres d'alçada i té el rècord d'haver estat el jugador més baixet en jugar a la lliga ACB.

## Carrera esportiva
Es va formar a la pedrera del Club Joventut Badalona, on va estar vuit anys, debutant l'any 1981 (8 de novembre) a la lliga ACB de la mà de Manel Comas. La temporada 1983-84 va marxar de Badalona i va anar canviant equip temporada rere temporada en equips de segona divisió: Mataró (83-84), Bellavista Sevilla (84-85), Premià (85-86), APD Mataró (86-87), Caja San Fernando (87-88) i Zumos Juver Múrcia (88-89). Amb l'equip murcià va ascendir a Primera divisió el 1989 i va jugar novament a l'ACB la temporada 1990-91. Després jugà a l'Obradoiro Santiago (91-92), Caja Bilbao (92-93) i Cornellà Llobregat (93-94) abans de jugar a l'ACB de nou, aquest cop per substituir el lesionat Pablo Laso al Taugrés de Vitòria. Va terminar la seva carrera esportiva a la UER Pineda la temporada 94-95. Va ser internacional amb la selecció espanyola juvenil.
Un cop retirat ha exercit de representant de jugadors, i es troba vinculat a la junta directiva del Sant Josep de Badalona.